# Béla Balassa
Béla Balassa (6 de abril de 1928 – 10 de maio de 1991) foi um economista húngaro e renomado no mundo inteiro como professor na Universidade Johns Hopkins. É muito famoso pelo seu trabalho na relação entre poder de compra e paridade e diferença de produtividade entre os países conhecido como efeito Balassa-Samuelson.
Balassa se diplomou em direito na Universidade de Budapeste. Deixou a Hungria após a Revolução Húngara de 1956 e foi para a Áustria. Lá recebeu uma bolsa da Rockefeller Foundation para estudar na Universidade de Yale, onde recebeu os diplomas de Mestre e Doutor em Economia nos anos de 1958 e 1959, respectivamente.
Balassa foi também muito importante no desenvolvimento das teorias de Integração Econômica, para as quais contribuiu com a tipologia das etapas do processo de integração, entre outras contribuições. 

## Biografia
- 1962–1967 assistente de ensino na Universidade de Yale
- 1966–1991 Professor na Universidade Johns Hopkins
- 1966– conselheiro do Banco Mundial
- 1970–1971 editor da REStat; presidente da Association of Comparative Economics
- 1979–1980 presidente da Association of Comparative Economic Studies
- 1980 laureado no Institut de France